# Mardonio
Mardonio (¿?-479 a. C.), noble persa, importante comandante del ejército del Imperio aqueménida durante las guerras médicas, en la primera mitad del siglo V a. C. (en 492 a. C. y en 480 a. C.-479 a. C.).

## Contexto histórico
Mardonio era hijo de Gobrias, uno de los seis nobles persas que habían ayudado a Darío I a hacerse con el trono asesinando al usurpador Gaumata el 522 a. C. Como era habitual en estos casos, la alianza entre amigos quedó reforzada por matrimonios diplomáticos: Darío tomó por esposa a una hija de Gobrias y este se casó con una hermana del rey, Radušdukda, hija de Histaspes. Es bastante probable que Mardonio fuera el primer hijo de Gobrias y la hermana de Darío, ya que tiene el mismo nombre que el padre de Gobrias (lo que sabemos por la inscripción de Behistún).
Por tablillas cuneiformes sabemos que Mardonio se casó con una mujer llamada Ardušnamuya. El texto fue escrito en marzo del 495 a. C., lo que nos da un terminus ante quem para la ceremonia nupcial. Esto contradice las palabras del historiador griego Heródoto de Halicarnaso, quien asegura que Mardonio "era aún un hombre joven que se había casado recientemente con Artozostra, una hija de Darío", en el 492 a. C. Por otra parte, no hay razón para dudar de que Artozostra / Ardušnamuya fuera realmente la hija de Darío y de su amada esposa Artistona (Irtašduna).

## Primera expedición
Como enviado especial de Darío, Mardonio se dirigió a Lidia después de la Revuelta jónica (499 a. C.-494 a. C.). Tenía la misión de reorganizar la región, cosa que hizo de forma muy moderada. Tal y como nos cuenta Heródoto, navegó a lo largo de la costa deponiendo a todos los tiranos y sustituyéndolos por democracias. La jugada era en el fondo muy astuta, ya que de esa forma era más difícil que las ciudades volvieran a rebelarse.
Una vez hubo finalizado este trabajo, la flota de Mardonio se dirigió al Helesponto, punto de reunión con el ejército terrestre. El conjunto contaba con 300 navíos y 20.000 hombres. La primera víctima fue Tasos, isla griega que poseía importantes minas, que se convirtió en tributaria del imperio aqueménida. La flota continuó posteriormente hacia Macedonia, territorio que fue añadido igualmente al reino de Darío. Durante esta campaña (que fue interpretada por Heródoto como dirigida contra Atenas y Eretria por su ayuda a la Revuelta jónica), Mardonio perdió muchas naves al ser cogido por una violenta tormenta cerca del promontorio de Athos, lo que probablemente le obligó a volver al Asia Menor.
Mardonio había tenido mucho éxito. Existen indicios de que su ejército llegó hasta el Danubio. La conquista de Macedonia fue muy importante, ya que poseía minas de oro y podía tomarse como excelente base para futuras conquistas en Europa.

## Primera guerra médica
En el 490 a. C., los persas conquistaron varias islas del Egeo (las Cícladas y Eubea, cuya capital es Eretria), pero Mardonio, que había perdido casi una flota completa, no estaba al mando de esta expedición. Los 600 barcos estaban comandados por Datis y Artafernes. Los principales objetivos de la expedición fueron logrados (dominio del Egeo, conquista específica de Naxos, la mayor isla de las Cícladas, y creación de una zona de seguridad entre el Asia Menor y Grecia) pero fracasaron al intentar devolver el poder al antiguo tirano pro-persa depuesto de Atenas, Hipias, al verse derrotados por los atenienses en la célebre batalla de Maratón.

## Período sucesorio
Sin embargo, habiendo conquistado Macedonia y las islas del Egeo, los persas podrían intentar de nuevo el ataque a Grecia cuando quisieran. Darío tendría que preparar concienzudamente la nueva expedición, ya que había podido comprobar que los soldados griegos estaban mejor equipados que los suyos. Así pues, los persas tendrían que reclutar un gran ejército, pero Darío falleció poco antes de que fuera puesto en marcha (486 a. C.). Fue sucedido por su hijo Jerjes I, primo y cuñado de Mardonio.
Según Heródoto, Mardonio era un partidario entusiasta de la nueva expedición a Grecia, pero ésta fue retrasada debido a una rebelión en Egipto. También tuvo lugar una revuelta en Babilonia, pero no duró mucho tiempo. Megabizo II se ocupó de ella quedando suprimida en el verano del 484 a. C. Inmediatamente después de esta rebelión, Jerjes, Mardonio, Megabizo y otros cuatro importantes comandantes pudieron dirigirse al oeste a Sardes, donde un gran ejército estaba siendo formado.

## Segunda guerra médica
El primer año de expedición fue un gran éxito. Los persas no se dieron prisa, ya que tenían un ejército enorme (unos 600.000 hombres) y tenían que esperar a las cosechas en Tracia y Macedonia. En julio y agosto permanecieron en Terma (actual Tesalónica), y posteriormente se dirigieron al sur hacia Grecia. Tesalia fue conquistada sin excesivos problemas, y durante el 17, 18 y 19 de septiembre (o un día después), una batalla doble tuvo lugar. Por un lado, la flota persa fue capaz de expulsar a la griega de sus posiciones en el cabo Artemisio. Por otro lado, el ejército venció por completo (no sin serias dificultades) a la guarnición griega dejada en las Termópilas (Batalla de las Termópilas). Beocia fue añadida al imperio y el 27 de septiembre, Atenas fue conquistada. Al día siguiente la Acrópolis caía y la flota persa ocupaba el Pireo. La caballería persa destruyó el santuario de Poseidón cerca de Corinto y disparó flechas incendiarias contra uno de los puertos corintios.
La victoria de Jerjes era casi completa. La flota griega había huido a Salamina, una isla frente al puerto ateniense, separada del continente por un pequeño estrecho. Desafortunadamente para los persas, cuando su flota trató de atacar a los griegos en sus nuevas posiciones, sufrieron graves pérdidas (Batalla de Salamina). Para los persas esta derrota fue un contratiempo menor. Jerjes había ganado la batalla naval de Artemisio y la terrestre de las Termópilas. Había añadido Tesalia y Beocia a sus posesiones y tomado Atenas. A pesar de las pérdidas de Salamina, Jerjes podía sinceramente poner en la inscripción de Daiva que gobernaba sobre todos los griegos.
Sin embargo, Babilonia no estaba aún tranquila. Había rumores inquietantes y Jerjes decidió que era mejor volver a Sardes, desde donde podría vigilar Grecia y Babilonia a distancia razonable.

## Mardonio al frente del ejército
Mientras tanto, Mardonio quedó como comandante supremo de las fuerzas expedicionarias persas. Su ejército era comparativamente muy pequeño en relación con el que había invadido Grecia, probablemente 150.000 hombres. Después de todo, se necesitaba un gran contingente para Babilonia. Para alimentar a estos hombres se retiró a Tesalia y abrió negociaciones con Atenas. Ofreció a la ciudad una posición predominante en el imperio aqueménida sólo a cambio de reconocer el dominio del rey Jerjes. Fue un movimiento brillante, porque si los atenienses aceptaban, no quedaría flota para proteger el sur de Grecia. Los atenienses tenían mucho que ganar porque se habrían convertido en la ciudad Estado griega más importante, pero a pesar de ello, se obstinaron en rechazar el ofrecimiento.
En la primavera, Mardonio marchó al sur de nuevo, reocupando Beocia y dirigiéndose a Atenas. Esperaba que los atenienses estuvieran más dispuestos a aceptar su ofrecimiento, pero se equivocó. Habiendo recibido un nuevo rechazo de rendición, Mardonio saqueó la ciudad.
Parecía que Mardonio era el dueño de la situación. Los espartanos, quienes tenían la mejor infantería de toda Grecia, rechazaban ayudar a Atenas. Fue sólo después de un ultimátum, que los atenienses dirigieron a los lacedemonios en el sentido de que si continuaban negándose a ayudar se verían forzados a rendirse quedando su flota en manos persas, que los espartanos entraron en razón y decidieron actuar. Enviaron un ejército al norte e invitaron a todos los griegos a unirse a ellos en la difícil misión de la liberación de Grecia.

## La batalla de Platea
Los griegos se reunieron en el sur de Beocia, en las faldas del monte Citerón. Eran unos 100.000 hombres. Casi cada griego en edad de tomar armas se había presentado. Por ejemplo, los atenienses se habían quedado sólo tripulando algunas galeras. El resto de los remeros y marinos estaban ahora en el monte Citerón. El ejército griego permaneció allí, y debido a que ninguno de los dos adversarios parecía pretender avanzar, empezó una guerra de nervios.
Heródoto, quien es nuestra principal fuente para la Batalla de Platea, describe algunos enfrentamientos previos que tuvieron lugar en varios días. Una escuadra de caballería persa intentó provocar a un contingente griego de Megara pero fue derrotada. Después de este éxito, los griegos decidieron dejar las montañas y descender al llano entre el río Asopo y un pequeño poblado llamado Platea. Todo el tiempo, ambos ejércitos rehuyeron los ataques reales, porque ambos habían recibido los mismos augurios: saldría victorioso el ejército que esperara que su enemigo atacara primero.
Sin embargo, Mardonio empezó a tener prisa. Sus suministros se estaban acabando y veía crecer al ejército griego día a día. Uno de sus consejeros le advirtió que lo mejor sería retirarse a Tesalia y usar oro y plata para sobornar a los líderes griegos. Mardonio no le hizo caso, aún creía que podía resolverse el problema de una manera honorable, por medios militares.
Heródoto nos cuenta que una noche, un aliado persa, el rey macedonio Alejandro I, fue a visitar a los atenienses para advertirles que Mardonio atacaría al amanecer. Inmediatamente los oficiales atenienses informaron al comandante supremo griego, el príncipe espartano Pausanias. Este pensó que si los persas atacaban, era preferible tener a los bien entrenados espartanos en el ala izquierda defensiva para contrarrestar la fuerza principal persa, dejando a los experimentados atenienses, quienes ya habían salido victoriosos en Maratón, en el ala derecha ofensiva. Al amanecer, los dos contingentes intercambiaron posiciones. Después de ser informados de una contramaniobra persa, los griegos volvieron a sus posiciones originales.
Hasta aquí lo que nos dice Heródoto, quien parece haber malinterpretado el incidente. Es poco probable que Alejandro I de Macedonia pudiera dejar el campamento persa sin ser visto. Parece más razonable pensar que Mardonio había enviado al rey macedonio precisamente para esa misión. Fue una jugada brillante para crear el pánico entre los griegos, quienes empezaron toda clase de movimientos agotadores.
El día pasó sin lucha y Mardonio estaba cada vez más ansioso por atacar. Durante la noche, sus arqueros montados atacaron la fuente de la que se abastecían los griegos entre Platea y el Asopo, esperando forzarlos a retroceder de nuevo a las montañas. Los griegos mantuvieron posiciones durante el día, siendo continuamente hostigados por los arqueros persas, pero después de la puesta de sol, se retiraron tal y como Mardonio había planeado.
Al ocaso, Mardonio se enteró de que los adversarios habían huido, y pensando que ya había ganado la batalla, ordenó la persecución de los griegos. Primero atacó a los espartanos, quienes se vieron forzados a retroceder. Pausanias incluso tuvo que enviar un mensajero para pedir ayuda a los atenienses, pero éstos fueron incapaces de ofrecer asistencia, ya que fueron interceptados por aliados griegos de Mardonio. Uno de los contingentes persas llegó incluso a romper la línea de batalla griega alcanzando las faldas del Citerón.
En ese momento, mientras estaba persiguiendo a los espartanos en retirada, Mardonio fue abatido. No se sabe cómo ocurrió, pero podemos estar seguros de que, sabiéndose ganador de la batalla, murió como un hombre feliz.
Este incidente cambió el curso de la batalla. Los persas perdieron coraje, lo que dio a los espartanos un breve respiro y la oportunidad de reagruparse. Atacaron al contingente persa que los perseguía, los cuales, desmoralizados, acabaron poniéndose en fuga. El campamento persa fue tomado por los atenienses y eso significó el final de la guerra. Uno de los subordinados de Mardonio en la reserva, Artabazo I, fue capaz de llevar de vuelta a casa a un gran contingente sano y salvo, acto por el que fue recompensado por Jerjes, quien le ofreció la satrapía de la Frigia Helespóntica.
El enfrentamiento en Platea tuvo lugar en el verano del 479 a. C., probablemente la semana del 15 de agosto.